# Таухиди, Мохаммад
Мохаммад Таухиди (англ. Mohammad Tawhidi; перс. محمد توحیدی‎; араб. محمد التوحيدي‎; также известный как Имам мира; род. 1982 или 1983, Кум, Иран) — мусульманский шиит в Австралии и имам. По состоянию на 2022 год Мохаммад Таухиди занимал пост вице-президента Всемирного совета имамов, штаб-квартира которого находится в Исламской семинарии Наджафа, Ирак.

## Ранняя жизнь и образование
Мохаммад Таухиди идентифицирует себя как мусульманин-шиит иракского происхождения, родившийся в Куме, Иран, в 1982 или 1983 году.
В 2009 году он поступил на степень бакалавра исламоведения в Университет Аль-Мустафы в Куме, но бросил учёбу в 2012 году. Позже он работал на одной из телевизионных станций, управляемых Ширази, в Кербеле. В 2015 году он вернулся в Австралию и в настоящее время проживает в Аделаиде. Он свободно говорит на арабском, английском и персидском языках.

## Взгляды
Ранее Мохаммад Таухиди считал Садика Хуссаини Ширази своим марджа таклидом. С 2015 года Мохаммад Таухиди заявлял, что не поддерживает какого-либо конкретного религиозного лидера. Между его взглядами и взглядами Садика Ширази были заметные различия по множеству вопросов.
Мохаммад Таухиди является президентом Исламской ассоциации Южной Австралии, которую он основал в 2016 году. Он называет себя «Имамом мира».

### Ислам
Мохаммад Таухиди считает, что ислам необходимо реформировать, чтобы выжить.
Он считает, что все террористические акты осуждаются в Коране и осудил Исламское государство как экстремистскую организацию, не представляющую религию; в июне 2017 года, после теракта джихадистов в Лондоне, он описал ветвь как «рак» религии. Он также критиковал обращение с женщинами в исламских странах, призывал к назначению женщин в Национальный совет имамов Австралии и отверг публичное ношение хиджаба. Мохаммад Таухиди также выступают против мусульман, оправдывающих домашнее насилие, многоженство и убийство отступников.

### Политические взгляды
Мохаммад Таухиди поддерживает ограничение строительства мечетей, призывает к запрету исламских текстов, в частности сборника суннитских хадисов «Сахих аль-Бухари», поскольку они использовались в качестве идеологической основы для террористических актов, выступает за депортацию радикальных исламских лидеров из Австралии и поддерживает временный запрет на въезд мусульман с Ближнего Востока в Австралию.
Мохаммад Таухиди утверждал, что халяльная сертификация угрожает австралийскому образу жизни, и был одним из самых ярых сторонников полного закрытия исламских школ или радикального их реформирования по соображениям безопасности.
В августе 2019 года, после того как Индия отменила особый статус Джамму и Кашмира, он заявил, что Кашмир — это индуистская земля, на которую по праву претендует Индия, а также заявил, что и Пакистан, и Кашмир принадлежат Индии, поскольку они старше ислама.
Мохаммад Таухиди сказал, что Палестина наряду с Ливаном, Иорданией, Египтом и Сирией является еврейской землей, потому что евреи жили там до мусульман. Он считает, что евреи имеют право создать еврейское государство во всех этих странах.

## Внимание СМИ
В марте 2016 года Мохаммад Таухиди опубликовал заявление относительно мужчины, который был освобождён под залог после того, как якобы схватил женский платок в автобусе в Аделаиде. Он заявил: «Если правительственные законы не предотвратят такие нападения, то я боюсь, что наступит день, когда мусульманская община может взять дело в свои руки, чтобы защитить своих женщин и матерей». Он отметил, что австралийскому правительству следует пересмотреть свои законы о женских платках. Позже Мохаммад Таухиди пояснил, что его заявление не должно было быть истолковано как угроза, и он был недоволен тем, как его комментарии были представлены ABC и Daily Mail Australia. Он сказал, что неверное толкование со стороны средств массовой информации вдохновило его на создание организации «Имамы за мир».
Позже, в 2016 году, он посетил саммит Всемирного альянса религий за мир в Южной Корее, организованный Ли Ман Хи. Саммит совпал с днём рождения Ли Ман Хиref name='welcome'/>. Мохаммад Таухиди поддержал это мероприятие и сказал, что "этот саммит — событие, благословленное Богом, потому что это желание каждого религиозного человека достичь мира посредством союза в одну религию"ref name='welcome'/>.
В феврале 2017 года заявление Мохаммада Таухиди вызвали споры, когда он появился в эпизоде австралийской программы о текущих событиях Today Tonight. В этом эпизоде он предположил, что исламские экстремисты сговорились создать халифат в Австралии. Он также заявил, что эти экстремисты планировали увеличить мусульманское население в Австралии и переименовать улицы в честь исламских террористов. Таухиди призвал к созданию правительственного органа для расследования деятельности мусульманской общины.
В том же месяце Таухиди обратился с просьбой защитить бывшего губернатора Джакарты Ахока во время суда по делу о богохульстве. Он утверждал, что пострадавшие исламские группы неправильно истолковали стих Корана, на который Ахок якобы кощунственно ссылался. Мохаммад Таухиди заявил, что нет ничего плохого в том, что немусульмане возглавляют страну с мусульманским большинством. Мохаммад Таухиди сказал, что ему угрожали смертью от Фронта исламских защитников Индонезии.
В мае 2017 года Таухиди появился в качестве гостя в австралийской телевизионной программе Sunrise за завтраком, чтобы обсудить недавний взрыв на Манчестер-Арене. Он утверждал, что многих молодых мусульман заставляли поверить в то, что убийство неверных позволит им обрести рай, и что манчестерский террорист поверил бы, что он попадет в рай за то, что он сделал.
Он также является поклонником индийской актрисы Равины Тандон; некоторые из его твитов о ней были собраны в вирусную ветку Твиттера в 2019 году.
В 2019 году он стал первым шиитским имамом, «выразившим почтение» в концентрационном лагере Освенцим.